# Kolbotnvannet
Kolbotnvannet est un petit lac dans la municipalité de Nordre Follo dans le comté d'Akershus en Norvège.

## Description
Le lac est situé près de la ville de Kolbotn. L'eau s'écoule vers le lac Gjersjøen.
Le lac contient deux îles : Storøya et Vesleøya. En raison de la mauvaise qualité de l'eau, avec à la fois des algues et des bactéries coliformes, il est conseillé aux gens de ne pas nager dans l'eau.
Les années précédentes, une course de patinage appelée "Kolbotnvannet round" était organisée sur l'eau en hiver.